# ديفيد إدواردز (دراج)
ديفيد إدواردز (بالإنجليزية: David Edwards)‏ هو دراج أسترالي، ولد في 21 أبريل 1993 في أليس سبرينغز في أستراليا.

## وصلات خارجية
- دايفيد إدواردز على موقع أرشيف الدراجات (الإنجليزية)
- دايفيد إدواردز على موقع إحصائيات الدراجات الإحترافية (الإنجليزية)
- دايفيد إدواردز على موقع نسبة الدراجات (الإنجليزية)
- دايفيد إدواردز على موقع اللجنة البارالمبية الأسترالية (الإنجليزية)